# Neermolen (Neeroeteren)
De Neermolen is een watermolen op de Bosbeek, gelegen aan Langerenstraat 8 te Neeroeteren.
Reeds vóór 1330 werd hier een watermolen opgericht, die fungeerde als korenmolen en een banmolen was van de Abdij van Thorn. Dit bleef zo tot de Franse tijd. Niettemin was de molen in 1769 sterk in verval, waarop de gemeente de molen van de Prins-bisschop van Luik in erfpacht nam. In 1859 werd het huidige, bakstenen, gebouw opgericht.
In 1912 werd het waterrad vervangen door een turbine. In 1995 werd een Girard-turbine aangebracht.
De molen werd aangekocht door de stad Maaseik en in 1988 geklasseerd als beschermd monument. De molen werd daarop maalvaardig hersteld.
- Inventaris van het Bouwkundig Erfgoed (Vlaanderen): 72312